# What More Can I Say
What More Can I Say è un singolo del cantautore statunitense Teddy Swims, pubblicato il 5 maggio 2023 come primo estratto dal primo album in studio I've Tried Everything but Therapy (Part 1).

## Video musicale
Il video è stato pubblicato in concomitanza con l'uscita del singolo.

## Tracce
1. What More Can I Say – 2:21